# 삼중로
삼중로(三中老)는 도요토미 정권 말기에 제정된 직위이다. 정사에는 참여하고 오대로와 오봉행이 의견이 맞지 않을 때의 중재역이었다. 이코마 지카마사(사누키 다카마쓰 17만석), 호리오 요시하루(도토미 하마마쓰 12만석), 나카무라 가즈우지(스루가 후추 14만석) 세명이 임명됐다.

## 같이 보기
- 중로(中老)